# Westringieae
Tribu
Les Westringieae sont une tribu de plantes à fleurs de la famille des Lamiaceae et de la sous-famille des Prostantheroideae.
Le genre type est Westringia Sm.

## Liste des genre
Hemiandra – Hemigenia – Microcorys – Prostanthera – Westringia

## Publication originale
- Bartling F.G., 1830. Ordines Naturales Plantarum eorumque characteres et affinitates adjecta generum enumeratione. [I]–V, [1]–498 pp. Gottingae. page : 182.